# Maria Cristina da Áustria (1879–1962)
Maria Cristina Isabel Natália da Áustria (Cracóvia, 17 de novembro de 1879 — Anholt, 6 de agosto de 1962) foi um membro do ramo Teschen da Casa de Habsburgo-Lorena e um arquiduquesa da Áustria e da princesa da Boêmia, Hungria e Toscana por nascimento. Através de seu casamento com Emanuel Alfredo, Príncipe Herdeiro de Salm-Salm, Maria Cristina também foi Princesa Herdeira da Salm-Salm.  

## Início da vida
Maria Christina era filha do Arquiduque Frederico, Duque de Teschen e sua esposa a princesa Isabel de Croÿ.

## Casamento e filhos
Maria Christina casou com Emanuel, Príncipe Herdeiro de Salm-Salm, filho de Alfredo, 7.º Príncipe de Salm-Salm e sua esposa a Condessa Rosa de Lützow, em 10 de maio 1902 em Viena. Maria Christina e Emanuel Alfredo tinha cinco filhos:
- Isabel de Salm-Salm (13 de fevereiro 1903 - 10 de janeiro de 2009) casou com Felix, Barão de Loe.
- Rosemary de Salm-Salm (13 de abril 1904 - 3 de maio de 2001) casou com o Arquiduque Huberto Salvator da Áustria (1894-1971)
- Nicolaus Leopoldo, 8.º Príncipe de Salm-Salm (14 de fevereiro 1906 - 15 de janeiro de 1988) casou em primeiro lugar com a Princesa Ida de Wrede, casou em segundo lugar com Eleonore von Zitzewitz, casou em terceiro lugar com Maria Moret, casou em quarto lugar com Christiane Kostecki
- Cecília de Salm-Salm (8 de março de 1911 - 11 de março de 1991) casou-se com o príncipe Francisco José de Salm-Reifferscheidt-Krautheim e Dyck
- Francisco de Salm-Salm (18 de setembro de 1912 - 27 de agosto de 1917)

## Títulos e estilos
- 17 de novembro de 1879 – 10 de maio de 1902: Sua Alteza Imperial e Real a arquiduquesa Maria Cristina da Áustria, Princesa da Hungria, Boêmia e Toscana
- 10 de maio de 1902 – 19 de agosto de 1916: Sua Alteza Imperial e Real a Princesa Herdeira da Salm-Salm
- 19 de agosto de 1916 – 6 de agosto de 1962: Sua Alteza Imperial e Real a Princesa Viúva Herdeira da Salm-Salm